# Cerocala grandirena
Cerocala grandirena är en fjärilsart som beskrevs av Emilio Berio 1954. Cerocala grandirena ingår i släktet Cerocala och familjen nattflyn. Inga underarter finns listade i Catalogue of Life.